# Ariasa colombiae
Espèce
 Ariasa colombiae est une espèce d'insectes hémiptères de la famille des Cicadidae (cigales), de la sous-famille des Cicadinae et du genre Ariasa.

## Dénomination
- Décrite par l'entomologiste britannique William Lucas Distant en 1892, sous le nom initial de Tympanoterpes colombiae.

### Synonymie
Tympanoterpes colombiae Distant, 1892 - protonyme

## Répartition et description
Espèce guyano-amazonienne de taille moyenne.

## Biologie
Elle est corticicole.